# کد زبان

کد زبان انگلیسی به‌صورت en نوشته می‌شود.

کد زبان (به انگلیسی: Language code)، کدی است که شناسه‌ها یا دسته‌بندهای عددی یا حرفی را به زبان‌ها نسبت می‌دهد. این کدها می‌توانند برای سازمان‌دهی مجموعه‌های کتابخانه‌ای، نمایش داده یا محلی‌سازی و ترجمه در رایانش به عنوان فرم کوچک‌تری از نام زبان به کار روند.
زبان فارسی به‌طور معمول با کد دو حرفی fa یا سه حرفی per مشخص می‌شود. زبان فارسی ایران نیز به صورت fa-ir مشخص می‌شود.